# 大高地風笛

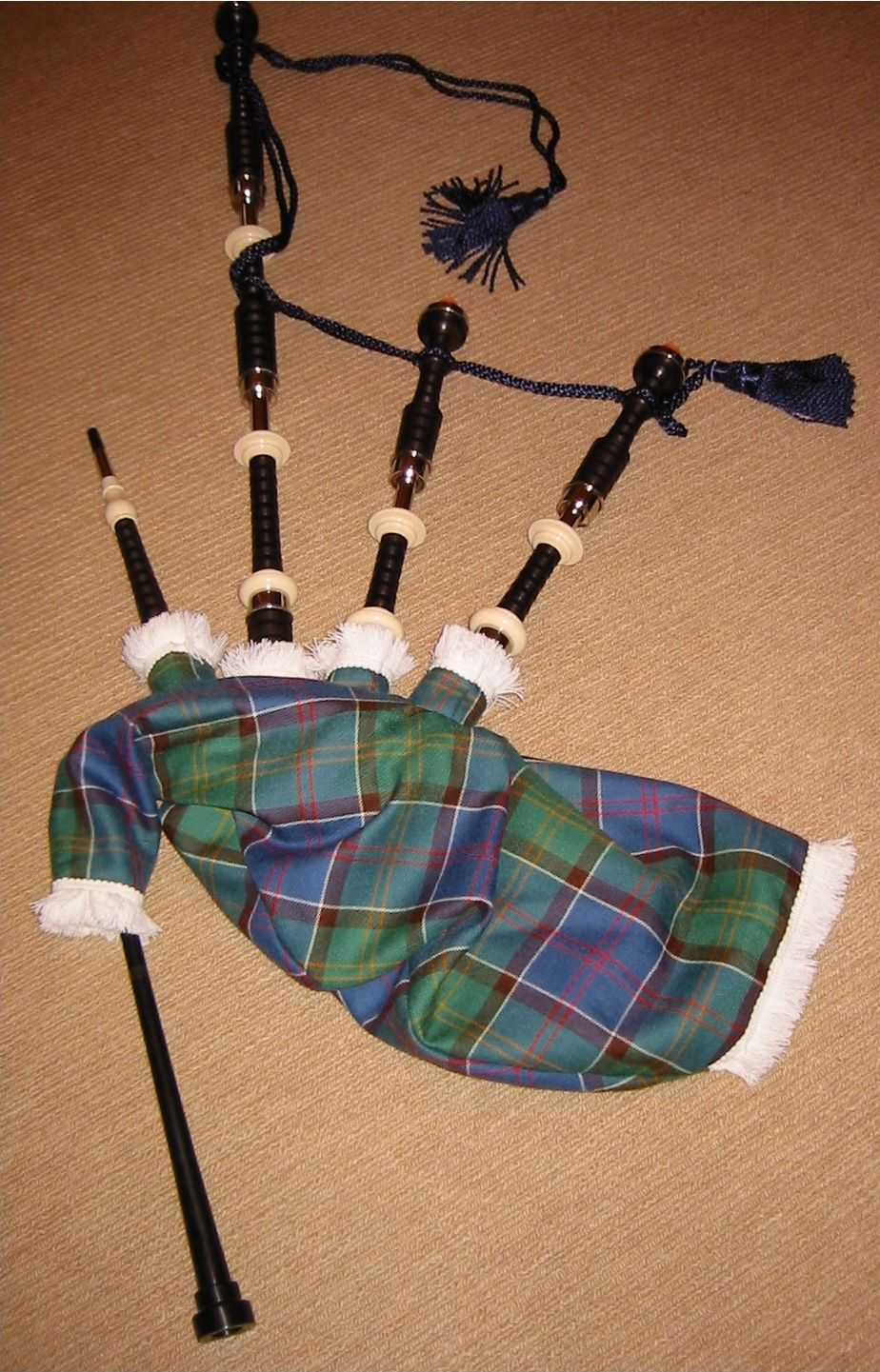

大高地風笛（英語：Great Highland bagpipe）是一種起源於蘇格蘭的風笛，因英國軍隊和風笛樂隊而馳名世界。風笛於約1400年時發明於蘇格蘭，並自蘇格蘭為起點流行至歐洲各地。現在大高地風笛已成為蘇格蘭象徵之一。

## 外部連結
- Bob Dunsire Bagpipe Web Directory （页面存档备份，存于）
- Andrew Lenz's Bagpipe Journey （页面存档备份，存于）